# براین
روستای براین از توابع بخش کوهسارات شهرستان مینودشت استان گلستان در فاصله ۴۵ کیلومتری جاده گرگان به مشهد در مسیر شهر دوزین و آخرین روستای استان گلستان در مرز استان سمنان و در بین کوه‌های انتهایی رشته کوه البرز قرار دارد. جمعیت این روستا حدود ۴۵۰ نفر، شغل اصلی مردم روستا کشاورزی، دامداری و زبان آنها فارسی محلی می‌باشد.
روستای براین در دوران دفاع مقدس ۶ شهید به انقلاب ایران تقدیم نموده‌است.
چشمه باغک، ریق چشمه، آبشار شرشری، غار درچفت، دره بالاکین و … از مکانهای دیدنی و تفریحی این روستا می‌باشد.

## جمعیت
روستای براین از قدیم الایام روستای پرجمعیتی بوده ولی با توجه به مهاجرت مردم از جمله جوانان به شهر بر اساس سرشماری سال ۱۴۰۰ جمعیت آن حدود ۴۵۰ نفر
بوده‌است.